# Винтовочная граната

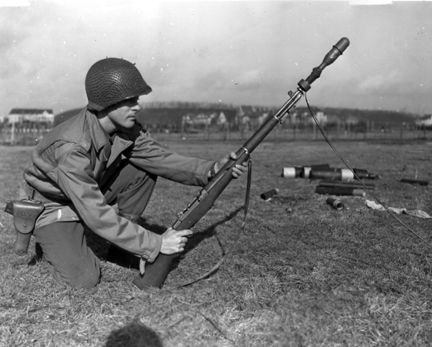
M1 Garand со снаряжённой к стрельбе винтовочной гранатой

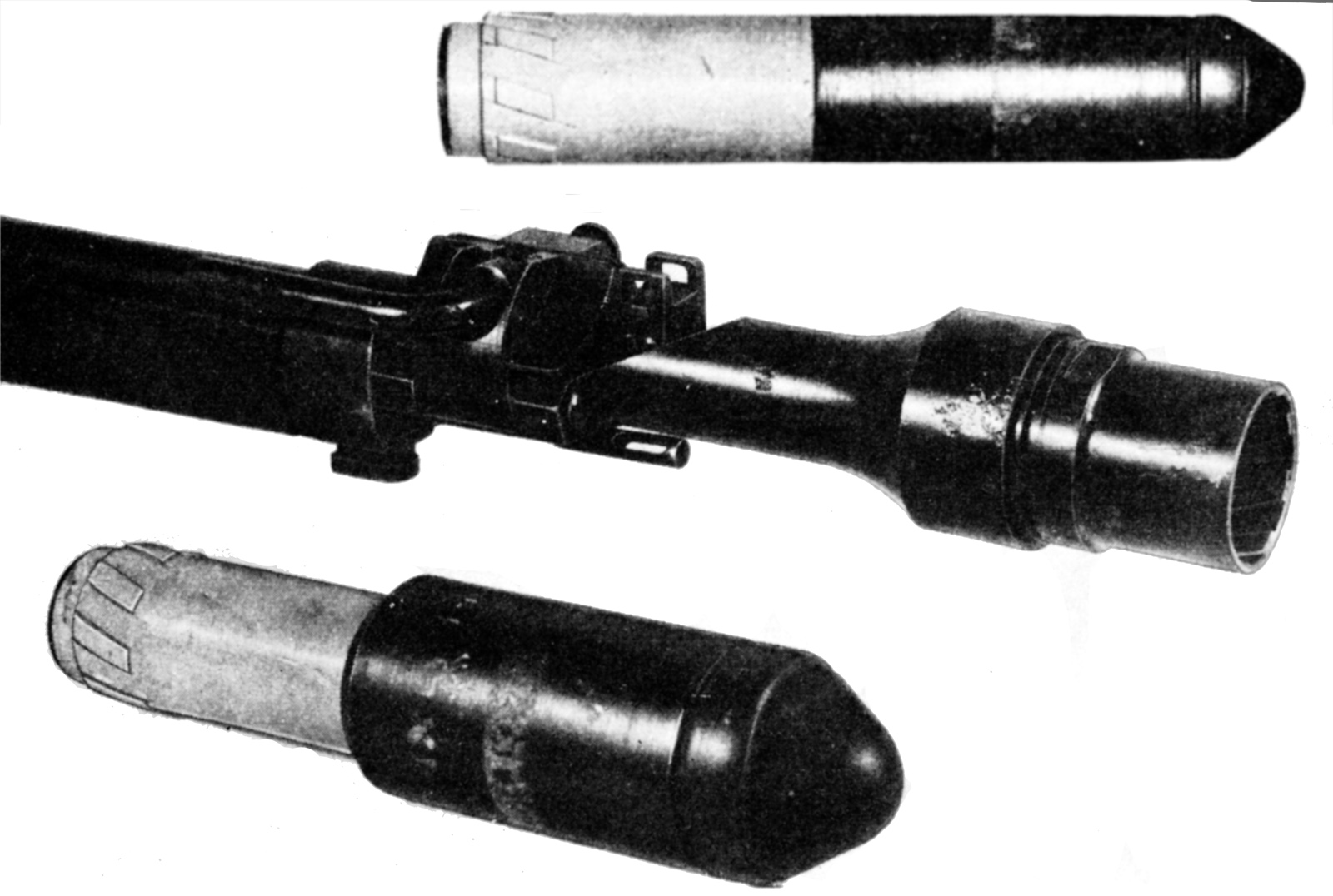

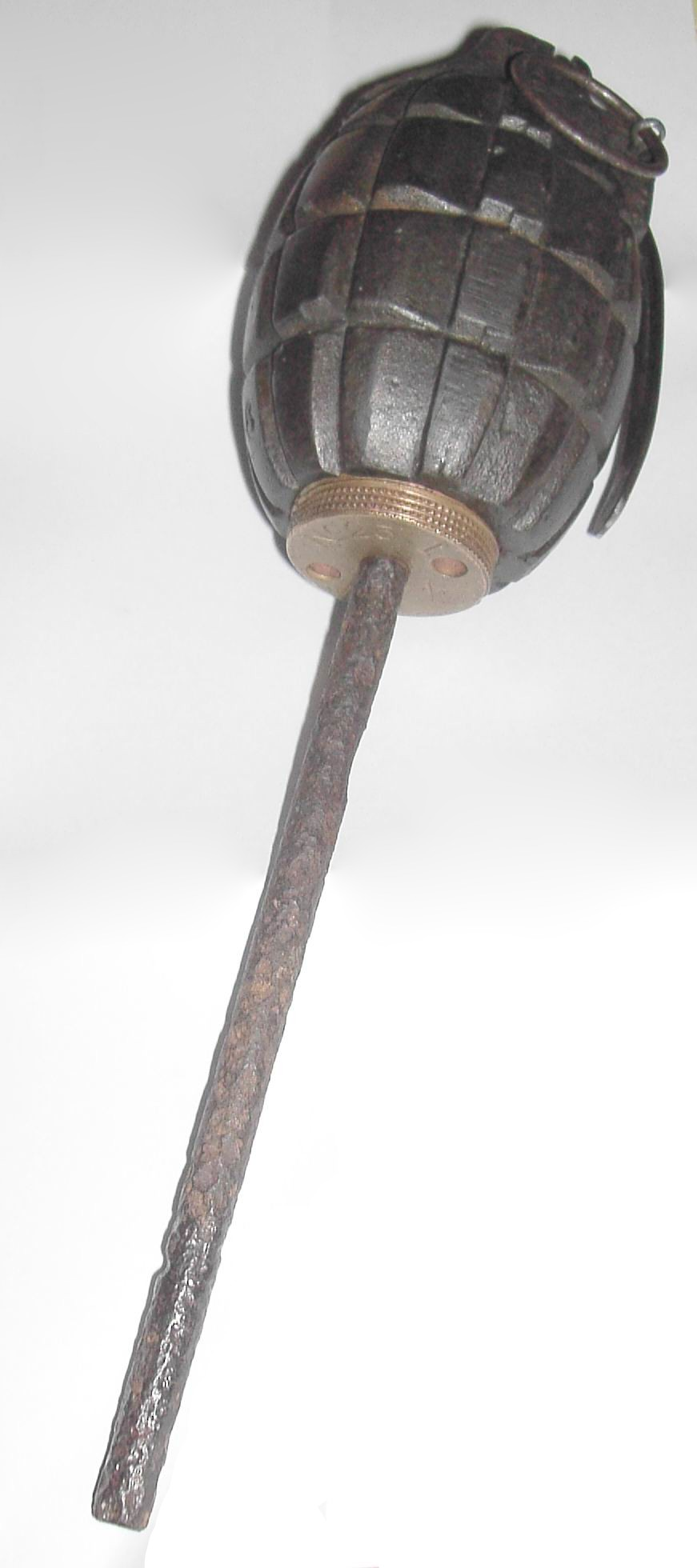

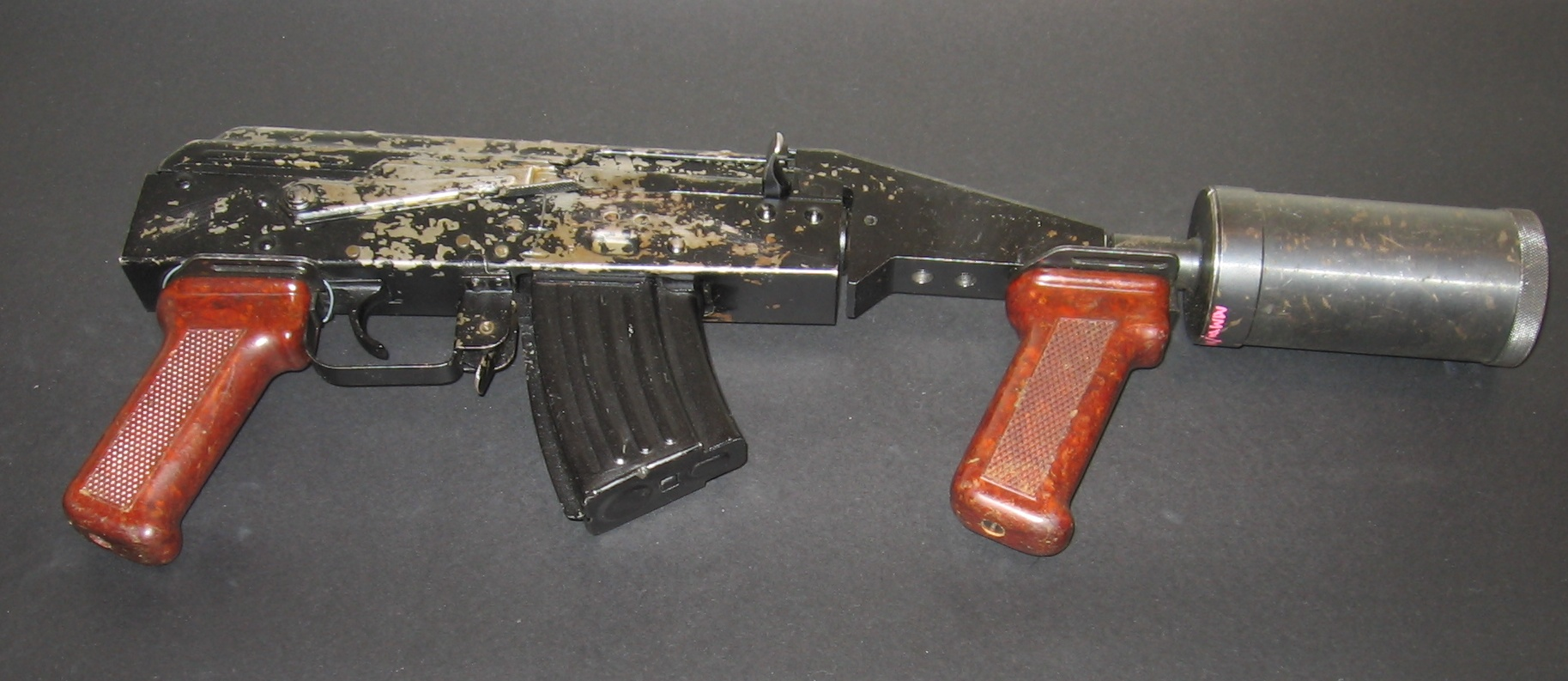

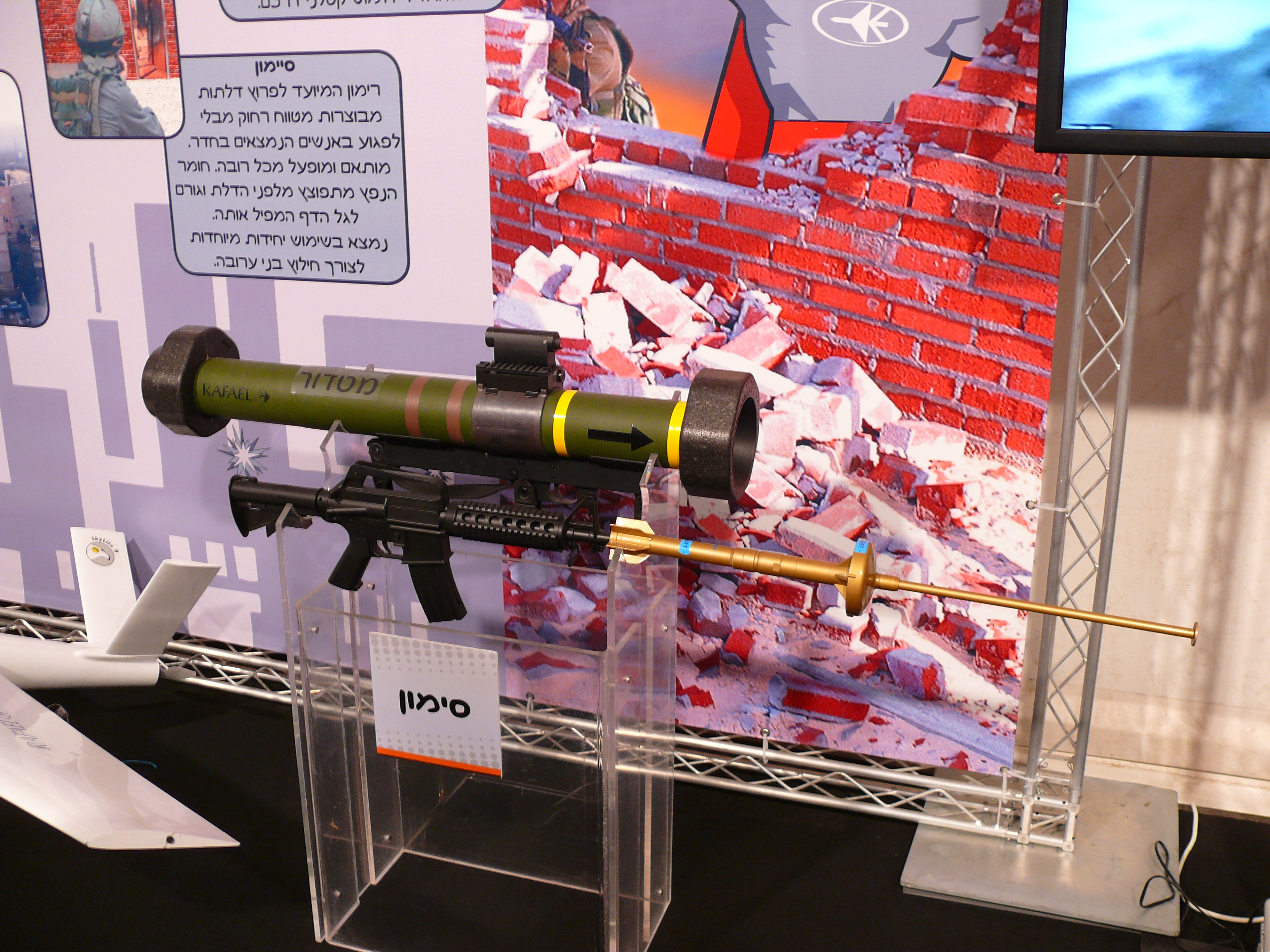

Винтовочная граната — специальная граната, метание которой проводится с помощью выстрела из ручного огнестрельного оружия.
Винтовочная (автоматная, карабинная, пистолетная) граната, как правило, запускается под давлением пороховых газов непосредственно из ствола или при помощи особой насадки на ствол — дульного гранатомёта, или мортирки. В связи с данными конструктивными особенностями дальность эффективного огня гранатами этого вида значительно выше, чем у ручных, метаемых с помощью мускульной силы. Принцип действия винтовочной гранаты относительно прост, требует лишь подготовленного для этой цели огнестрельного оружия. Выделяемые при выстреле пороховые газы выталкивают гранату, закрепленную на конце ствола, вперёд, придавая ей необходимое ускорение.

## Принцип действия
Винтовочная (автоматная, карабинная, пистолетная) граната обычно запускается при выстреле холостым патроном из винтовки (автомата, карабина, пистолета). При этом пороховые газы своим давлением придают гранате необходимое ускорение. В некоторых системах выстрел производится штатным боевым патроном. Тогда ускорение гранате придается не только давлением газов, но и ударом пули.
Используются два принципа для изменения дальности выстрела винтовочной гранатой. В первом варианте требуется насадить гранату на пламегаситель винтовки на нужную глубину (для этого на пламегасителе имеются соответствующие метки), а винтовка устанавливается под фиксированным углом к горизонту. Во втором варианте необходимо придать винтовке нужный угол наклона — для этого либо на винтовке крепится специальный прицел-угломер, либо примитивный прицел является частью гранаты. Например, в одном из стабилизаторов гранаты имеются отверстия, соответствующие разным дистанциям выстрела; стрелок целится, используя нужное отверстие как целик, а верхнюю часть корпуса гранаты — как мушку.
По принципу подрыва винтовочные гранаты делятся на гранаты ударного действия и гранаты дистанционного действия. Первая разновидность гранат взрывается при ударе о препятствие. Вторая — по прошествии заданного времени после выстрела. Современные гранаты иногда имеют оба типа взрывателей (дистанционный действует в случае, если не сработал ударный).

## История
Появились на рубеже XVII—XVIII веков. Для метания использовались надевающиеся на ствол мушкета специальные воронки, и применялись они в основном гренадерами и гарнизонами крепостей.
Винтовочные гранаты были приняты на вооружение ещё перед Первой мировой войной. Изначально с их помощью планировалось поражать укрепленные пункты противника.
Второе рождение винтовочные гранатомёты получили в ходе Первой мировой войны (после стабилизации линии Западного фронта и перехода к «окопной войне»).
Траншеи противоборствующих сторон зачастую находились друг от друга на расстоянии, едва превышающем дальность броска ручной гранаты. Солдаты стали изобретать способы, как метнуть гранату дальше обычного, чтобы поразить врага в окопе. К этим изобретениям относились и специальные пращи, и пружинные катапульты.

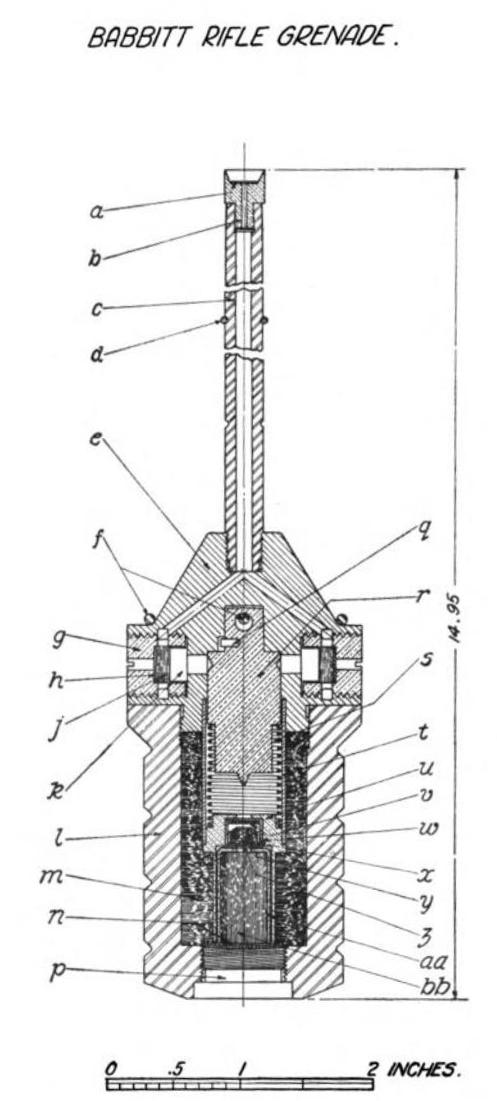

Первоначально для этого бралась ёмкость со взрывчаткой, к которой присоединялся примитивный детонатор ударного типа и припаивался хвостовик из толстой проволоки (иногда для этого использовался старый шомпол). Хвостовик вставлялся в ствол винтовки, после чего производился выстрел холостым патроном. Энергия пороховых газов метала гранату на расстояние нескольких десятков метров — достаточно, чтобы поразить неприятельскую траншею. Винтовочные гранаты подобного типа — самодельные или изготовленные в мастерских войсковых частей, использовались в ограниченном количестве почти всеми основными участниками Первой мировой.
Вскоре выяснилось, что хвостовик при выстреле повреждает внутреннюю поверхность ствола, так что винтовка становится малопригодной для стрельбы. Поэтому, например, в Российской империи для отстрела шомпольных гранат стали использовать трофейные австрийские винтовки.
В 1915 году во Франции был принят на вооружение винтовочный гранатомёт VB для винтовки «лебель», в Великобритании разработали аналогичную мортирку, надеваемую на ствол винтовки Lee Enfield. Мортирка снаряжалась ручной гранатой (при этом вынималась чека, а предохранительная скоба удерживалась особым выступом мортирки), после чего производился выстрел холостым патроном.
В ходе Первой мировой винтовочные гранаты с переменным успехом использовали против бронеавтомобилей и первых танков.
Убедившись в действенности винтовочных гранат, многие страны приняли их на вооружение — теперь гранаты изготовлялись уже не во фронтовых условиях, а на заводах. И к концу Первой мировой войны винтовочные гранаты заняли своё место в системе вооружений почти всех крупных государств мира.
Гранаты межвоенного периода использовались в основном с винтовочными гранатометами, представляющими собой мортирку, насаженную на ствол винтовки. Таковы, например, советский гранатомет Дьяконова и германский Gewehrgranatgerät. Такая граната представляла собой миниатюрный снаряд с готовыми нарезами, который вставлялся с дула в мортирку и запускался выстрелом холостого патрона. Кроме того, германская винтовочная осколочная граната могла применяться и как ручная.
В некоторых армиях предпочли вместо мортирки прикреплять к стволу винтовки гранатомет в виде небольшой трубки, на которую насаживалась оперённая граната. Таков, например, американский гранатомет-насадка M7.
Новые образцы шомпольных гранат после Первой мировой войны продолжали разрабатывать и изготавливать и использовать в нескольких странах мира. 
- известна немецкая противотанковая винтовочная граната GG/P 40 с кумулятивным зарядом[3][4].
- в СССР после начала Великой Отечественной войны была разработана и 13 октября 1941 года - принята на вооружение граната ВПГС-41 (винтовочная противотанковая граната Сердюка). Весной 1942 года её производство было прекращено из-за большого количества несчастных случаев. Граната представляла собой предтечу фаустпатрона, но убогая механика взрывателя в сочетании с чувствительным детонатором с гремучей ртутью не оставили конструкции ни единого шанса[5][6].
- японские войска продолжали использовать шомпольные винтовочные гранаты даже в 1944 году[7]

Гранатомет Дьяконова

В дальнейшем они эпизодически появлялись лишь в качестве эрзац-оружия. Так, кубинскими повстанцами (по воспоминаниям Че Гевары) использовались самодельные винтовочные (или, скорее, ружейные) гранаты в виде бутылки с зажигательной смесью, выстреливаемой из охотничьего ружья. При этом использовался холостой патрон с уменьшенным зарядом пороха. Бутылка насаживалась горлышком на деревянный стержень (между ней и стержнем вставлялся резиновый амортизатор), стержень вставляли в ствол ружья и производили выстрел в направлении противника.
Гранаты, запускаемые из мортирок, продолжали использовать в ходе войны в Корее 1950-1953 гг., но затем их вытеснили более простые и лёгкие системы (в которых граната надевается на гранатомет-насадку или непосредственно на пламегаситель особой конструкции).
Послевоенный период стал «звёздным» периодом для винтовочных гранат. Насыщенность армий бронетехникой вызвала потребность вооружить пехоту эффективными средствами противотанковой борьбы. И если в СССР считалось достаточным иметь для этих целей РПГ и ручные противотанковые гранаты, то во многих других странах решили дать пехотинцу ещё и противотанковые винтовочные гранаты.
Многие винтовки и автоматы послевоенного периода имели длинный тонкий пламегаситель (среди них: югославский автомат Zastava (некоторые модификации), бельгийская штурмовая винтовка FN FAL, израильская Galil, германская HK G3, американская M16, хотя к G3 и M16 и был принят подствольный гранатомет) — разработчики предусматривали возможность стрельбы винтовочными гранатами, отсюда и длинный голый ствол.
В 1960-е годы популярность стали набирать подствольные гранатометы, имеющие некоторые преимущества перед винтовочными (но и некоторые недостатки по сравнению с ними). Часть государств (например, США и СССР), приняв их на вооружение, отказалось от использования винтовочных гранат. С этого момента винтовочные гранаты, непрерывно совершенствуясь, ведут конкурентную борьбу с подствольными гранатометами (а по некоторым позициям — и с РПГ).
В 1980-е годы появилось новое поколение винтовочных гранат, которое превращает их в оружие, близкое к реактивным гранатометам. Граната получила реактивный двигатель, который запускается при выстреле из штатного оружия. При этом пороховые газы придают гранате первоначальное ускорение, а затем включается реактивный двигатель, несущий гранату к цели.

## Основные типы
- По типу воздействия винтовочные гранаты делятся на кумулятивные, осколочные и специальные (дымовые, газовые и т. п.). Существовали и довольно экзотические типы гранат, например, так называемые «агитационные» гранаты (представляли собой контейнер, снаряжённый листовками) — они (Gewehr Propaganda Granate), в частности, ограниченно применялись вермахтом во Вторую мировую войну[9].

Также можно выделить в отдельную категорию винтовочные гранаты, составной частью которых является обычная ручная граната (которая снабжается надульной трубкой со стабилизатором или же в неизменном виде выстреливается из гранатомета). Например, в армии США был создан универсальный адаптер М1А2 в виде трубки с кольцевым стабилизатором на одном конце и тремя упругими лапками на другом. В лапках зажималась любая граната, имеющая предохранительную скобу, и получалась осколочная винтовочная граната. При ударе о преграду граната вылетала из лапок, скоба высвобождалась, и происходил взрыв.
- По способу выстрела они подразделяются на гранаты, выстреливаемые с помощью холостого патрона и гранаты, выстреливаемые с помощью боевого патрона. Последние, в свою очередь, делятся на гранаты с пулеулавливателем (пуля застревает в гранате) и гранаты со сквозным каналом (пуля свободно проходит сквозь гранату).

В 1980-е годы у винтовочных гранат появился еще один подвид (по способу выстрела) — это гранаты с собственным реактивным двигателем. Такая граната при выстреле из винтовки (автомата) получает лишь небольшое первоначальное ускорение, а затем включается твердотопливный реактивный двигатель. Благодаря этому граната имеет гораздо большую дальность эффективной стрельбы (например, американская винтовочная граната RAAM имеет дальность стрельбы 250 м), а также — более высокую скорость (что улучшает меткость).
- По способу заряжания винтовочные гранаты делятся на гранаты со стержнем (перед выстрелом стержень вставлялся в ствол винтовки), гранаты для ружейного гранатомета (граната вставляется в ствол небольшой мортирки, надетой на дуло винтовки) и гранаты, надеваемые на ствол (граната хвостовой частью надевается на ствол или пламегаситель специальной формы). Первые два типа являются устаревшими и в настоящее время практически не встречаются.

## Достоинства и недостатки

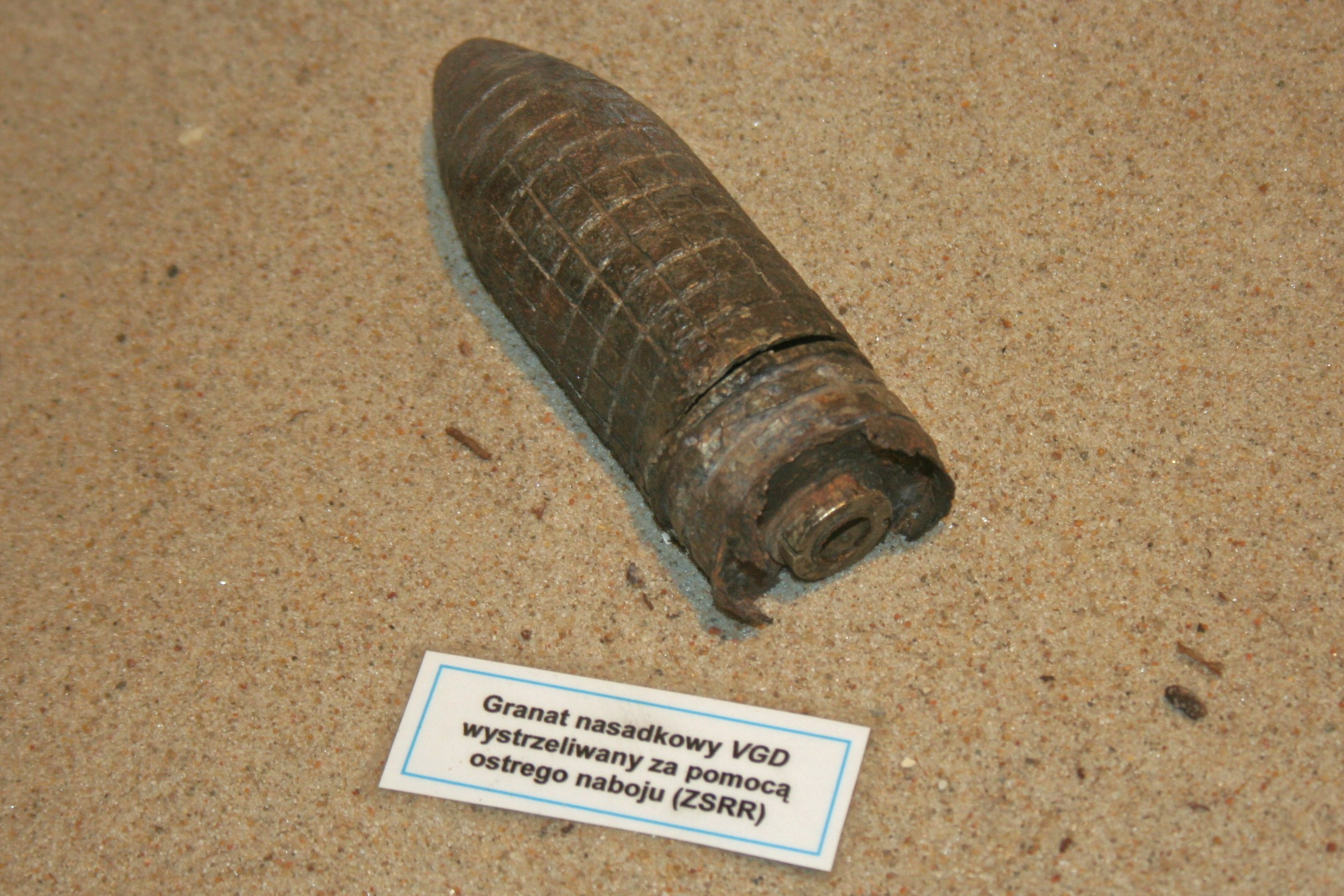
Винтовочная граната Дьяконова в польском музее

К основным достоинствам винтовочных гранат по сравнению с гранатами к подствольным гранатометам, относят:
1. Возможность увеличивать массу и габариты гранаты (у «подствольных» гранат размеры ограничены калибром гранатомета и наличием ствола непосредственно над гранатометом). Это позволяет разнообразить номенклатуру гранат, а также увеличить поражающее воздействие гранаты. В результате кумулятивные винтовочные гранаты по эффективности приближаются к гранатам легких реактивных противотанковых гранатометов (например: бронепробиваемость американской винтовочной гранаты М31 — 270 мм, гранаты RAAM =—400 мм). Гранаты к «подствольникам» имеют гораздо меньшую мощность, кумулятивные среди них почти не встречаются.
2. Отсутствие лишнего носимого груза в виде самого подствольного гранатомета (например, советский подствольный гранатомет ГП-25 весит 1,5 кг).

К основным недостаткам винтовочных гранат относят:
1. Необходимость заряжать гранатомет непосредственно перед выстрелом. Подствольный гранатомет может быть заряжен задолго до боестолкновения; с заряженным «подствольником» боец может свободно передвигаться и даже вести огонь из своего автомата (винтовки). Напротив, винтовочная граната, надетая на ствол, не позволяет вести огонь. Передвигаться с автоматом, на который надета граната, нужно очень аккуратно (при наклоне ствола граната легко сползет с него).
2. Необходимость производить лишние (иногда длительные) манипуляции с оружием перед выстрелом. Как правило, для запуска гранаты необходимо перезарядить автомат (винтовку) холостым патроном — в противном случае она взорвется прямо при выстреле. Если же гранату можно запускать выстрелом боевого патрона, то боец должен сначала перевести автомат в режим одиночного огня (в противном случае, опять же, граната может взорваться). Очевидно, что в условиях напряженного боя эти ограничения могут стать критичными.
3. Увеличение массы и размеров винтовочной гранаты означает увеличение нагрузки на бойца. В результате либо он вынужден брать с собой лишь небольшое количество винтовочных гранат, либо он оказывается перегруженным. Кроме того, крупные винтовочные гранаты по массе приближаются к легким РПГ (например, РПГ-18 «Муха» весит 2,6 кг), которые имеют лучшую бронепробиваемость и точность стрельбы.
4. Невысокая начальная скорость гранаты. Это означает, во-первых, что граната летит к цели по крутой траектории — отсюда падает меткость. Во-вторых, это значит относительно медленный полет гранаты к цели — это дополнительно снижает меткость стрельбы по движущейся цели (например, танк или БТР). Данный недостаток почти устраняется в винтовочных гранатах нового поколения, которые имеют собственный реактивный двигатель.
5. Невозможно использовать оружейный глушитель.

Таким образом, винтовочные гранаты и гранаты к подствольным гранатометам продолжают конкурировать; ни один из этих типов не имеет абсолютного превосходства перед другим.
Разные государства принимают разные решения на этот счет. Так, в Советской армии винтовочные гранаты не применялись (исключение — гранатомет Дьяконова, снятый с вооружения перед Великой Отечественной войной, и шомпольные гранаты ВПГС-41, выпущенные небольшой серией в 1941—1942 годах). В Российской армии их также нет. Причина — в указанных недостатках винтовочных гранат. Что касается преимуществ этих гранат, то российские военные считают, что для поражения бронетехники эффективнее использовать реактивные гранатометы — они имеют лучшую меткость и бо́льшую бронепробиваемость по сравнению с винтовочными гранатами.

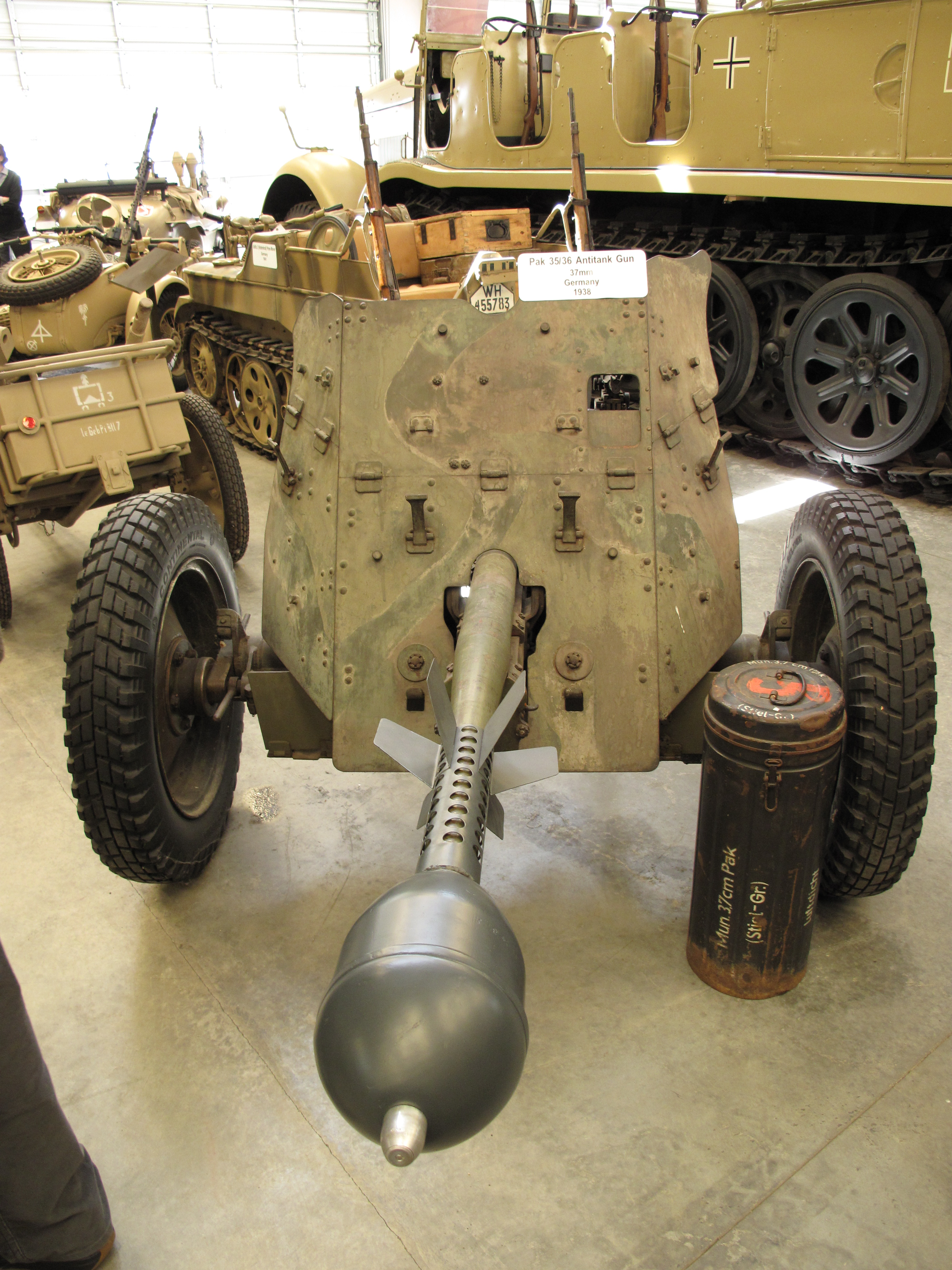
3,7 cm PaK 35/36 (3,7 cm Panzerabwehrkanone 35/36) — 3,7-см Немецкая противотанковая пушка образца 1935/1936 года c надкалиберной кумулятивной миной 3,7 cm Stiel.Gr.41

Армия США до 1960-х годов делали ставку на винтовочные гранаты. Однако такое устройство имело очень тяжелую отдачу и поэтому оно применялось как некий вариант миномета с упором в землю без использования прицельных устройств и поэтому точность попадания была неприемлемо низкой. С принятием на вооружение подствольного гранатомета М203 (1967 г.) было принято решение отказаться от винтовочных гранат. Тем не менее в 1980-х годах американские военные снова обратили внимание на винтовочные гранаты и объявили конкурс на разработку винтовочных гранат нового поколения. В результате конкурса появились, например, такие реактивные винтовочные гранаты как RAAM и Brunswick RAW (последняя, впрочем, является промежуточным звеном между гранатой к винтовочному и подствольному гранатометом)

## Применение

### Вторая мировая война
Применялись практически всеми странами, если не на вооружении, то в качестве трофея.
Применение было как удачным, так и неудачным, причем были случаи ошибочных запусков, приводивших к гибели стрелка.

### После Второй мировой войны
Боеприпасы такого типа используются рядом государств НАТО, а также другими государствами.